# Hadena drenowskii
Hadena drenowskii is een vlinder uit de familie uilen (Noctuidae). De wetenschappelijke naam is voor het eerst geldig gepubliceerd in 1930 door Rebel.
De soort komt voor in Europa.